# 费雷拉迪瓦雷塞
费雷拉迪瓦雷塞（義大利語：Ferrera di Varese），是意大利瓦雷泽省的一个市镇。总面积1平方公里，人口685人，人口密度685.0人/平方公里（2009年）。国家统计（ISTAT）代码为012069。